# Крос Роудс (Тексас)
Крос Роудс (енгл. Cross Roads) град је у америчкој савезној држави Тексас. По попису становништва из 2010. у њему је живело 1.563 становника.

## Демографија
Према попису становништва из 2010. у граду је живело 1.563 становника, што је 960 (159,2%) становника више него 2000. године.
| Група             | 2000.       | 2010.         |
| Белци             | 537 (89,1%) | 1.181 (75,6%) |
| Афроамериканци    | 4 (0,7%)    | 120 (7,7%)    |
| Азијати           | 2 (0,3%)    | 27 (1,7%)     |
| Хиспаноамериканци | 50 (8,3%)   | 210 (13,4%)   |
| Укупно            | 603         | 1.563         |